# Christian Hillborg
Leif Christian Hillborg (født 16. marts 1978) er en svensk skuespiller, der har medvirket i mere end 30 film og tv-serier. Han vandt i 2023 prisen Kristallen for årets bedste mandlige hovedrolle i tv-serien The Playlist.

## Udvalgt filmografi
- Hombres (tv-serie, 2006)
- Höök (tv-serie, 2008)
- Blomstertid (tv-serie, 2009)
- Snabba cash (2010)
- Broen (tv-serie, 2011)
- Crossing lines (tv-serie, 2015)
- Inden vi dør (tv-serie, 2017)
- Another Mother's Son (2017)
- The Last Kingdom (tv-serie, 2017)
- Gordon og Paddy (animationsfilm, 2017)
- En del af mit hjerte (2019)
- Selskabsleg (2020)
- Top dog (tv-serie, 2020)
- Suedi (2021)
- Young Royals (tv-serie, 2021-2024)
- The Playlist (tv-serie, 2022)
- Stromboli (2022)
- Tak for sidst (2022)
- Hammarskjöld (2023)
- Those About to Die (tv-serie, 2024)
- Maffia (tv-serie, 2025)